# A Sentimental Education
A Sentimental Education — студийный альбом американской рок-группы Luna. Он был выпущен 22 сентября 2017 год и состоит из каверов.

## Отзывы
| Совокупная оценка | Совокупная оценка |
| Источник          | Оценка            |
| ----------------- | ----------------- |
| Metacritic        | 75/100            |
| Оценки критиков   |                   |
| Источник          | Оценка            |
| AllMusic          | [ 2 ]             |
| The A.V. Club     | B                 |
| Paste             | 6.8/10            |
| PopMatters        | [ 5 ]             |
| Record Collector  | [ 6 ]             |
| Under the Radar   | [ 7 ]             |

Альбом получил положительные отзывы музыкальных критиков. Мэтт Коллар из AllMusic считает, что «Воссоединившись в 2015 году как концертная группа после, казалось бы, бесконечного перерыва (на самом деле это было около десяти лет), Luna возвращаются в студию с томным и эмоциональным альбомом каверов 2017 года A Sentimental Education. К счастью, за десять лет мало что изменилось, и здесь мы получаем всю фирменную эстетику Luna, от характерного лаконичного воя Уорехама и змеиного гитарного джангла Идена до нежно затухающей перкуссии Уолла, тёплого округлого баса и ангельского бэк-вокала Филлипс».

## Список композиций
1. «Fire in Cairo» (Michael Dempsey, Роберт Смит, Lol Tolhurst) (оригинал группы The Cure)
2. «Gin» (Уилли Александер) (Уилли Александер)
3. «Friends» (Doug Yule) (The Velvet Underground)
4. «One Together» (Jeremy Spencer) (Fleetwood Mac)
5. «Most of the Time» (Боб Дилан) (Боб Дилан)
6. «Sweetness» (Джон Андерсон, Clive Bailey, Chris Squire) (Yes)
7. «Letter to Hermione» (Дэвид Боуи) (Дэвид Боуи)
8. «(Walkin' Thru' the) Sleepy City» (Мик Джаггер, Кит Ричардс) (The Rolling Stones)
9. «Let Me Dream If I Want To» (Mercury Rev) (Mink DeVille)
10. «Car Wash Hair» (Mercury Rev) (Mercury Rev)